# Sorgeskeppet
Sorgeskeppet (The Mad Ship) är en fantasyroman från 1999 skriven av Robin Hobb. Boken ingår i trilogin Handelsmännen och de magiska skeppen (The Liveship Traders Trilogy) och föregås av Magins skepp (The Ship of Magic) 
och efterföljs av Ödets skepp (Ship of Destiny).